# Boguchwała (Subkarpaten)
Boguchwała is een stad in de Poolse woiwodschap Subkarpaten. De stad maakt deel uit van de gemeente Boguchwała en telt 5500 inwoners.